# West Lake Stevens
West Lake Stevens az Amerikai Egyesült Államok északnyugati részén, Washington állam Snohomish megyéjében elhelyezkedő egykori statisztikai település. A 2010-es népszámláláskor területének nagyobb részét Lake Stevens városhoz csatolták, egy kisebb részt pedig Bunk Foss és Cavalero településekre választottak szét. A 2000. évi népszámláláskor 18 071 lakosa volt.

## Fordítás
- Ez a szócikk részben vagy egészben  a   West Lake Stevens, Washington című angol Wikipédia-szócikk ezen változatának fordításán alapul.  Az eredeti cikk szerkesztőit annak laptörténete sorolja fel. Ez a jelzés csupán a megfogalmazás eredetét és a szerzői jogokat jelzi, nem szolgál a cikkben szereplő információk forrásmegjelöléseként.